# Lenauer Forst
Lenauer Forst – dawny obszar wolny administracyjnie (gemeindefreies Gebiet) w Niemczech w kraju związkowym Bawaria, w rejencji Górny Palatynat, w 
regionie Oberpfalz-Nord, w powiecie Tirschenreuth. Obszar był niezamieszkany.
1 stycznia 2017 obszar został rozwiązany, a jego teren podzielono następująco:
- 1,05 km² przyłączono do gminy Immenreuth
- 3,37 km² przyłączono do gminy Kulmain
- 0,76 km² przyłączono do gminy Brand